# إيغور راديفيلوف
إيغور فيتاليوفيتش راديفيلوف (الأوكراني: Ігор Виталийович Радивилов؛ من مواليد 19 أكتوبر 1992) هو لاعب جمباز أوكراني أولمبي، بعد أن تنافس ثلاثة مرات في الألعاب الأولمبية 2012، 2016، و 2020. ورغم أنه يتنافس على كافة الأجهزة، إلا أنه معروف بأنه متخصص في القفز والحلقات.

## روابط خارجية
- إيغور راديفيلوف في الاتحاد الدولي للجمباز